# Yttertjärnen (Mo socken, Ångermanland)
Yttertjärnen är en sjö i Örnsköldsviks kommun i Ångermanland och ingår i Moälvens huvudavrinningsområde.